# 10510 Maxschreier
10510 Maxschreier eller 1989 GQ4 är en asteroid i huvudbältet som upptäcktes den 3 april 1989 av den belgiske astronomen Eric W. Elst vid La Silla-observatoriet. Den är uppkallad efter astronomen Max Schreier.
Asteroiden har en diameter på ungefär 3 kilometer.